# Portret prymasa Michała Poniatowskiego
Portret prymasa Michała Poniatowskiego – obraz namalowany na płótnie po roku 1785. Obraz przedstawia prymasa Michała Jerzego Poniatowskiego. Jest to replika warsztatowa Marcella Bacciarellego.